# 53e Primetime Emmy Awards
De 53e Primetime Emmy Awards, waarbij prijzen werden uitgereikt in verschillende categorieën voor de beste Amerikaanse televisieprogramma's die in primetime werden uitgezonden tijdens het televisieseizoen 2000-2001, vond plaats op 4 november 2001 in het Shubert Theater in Los Angeles, Californië. De originele datum van de ceremonie was 16 september, maar de ceremonie werd twee keer uitgesteld naar aanleiding van de aanslagen op 11 september. De ceremonie werd gepresenteerd door Ellen DeGeneres.

## Winnaars en nominaties - televisieprogramma's
(De winnaars staan bovenaan in vet lettertype.)

#### Dramaserie
(Outstanding Drama Series)
- The West Wing
  - ER
  - Law & Order
  - The Practice
  - The Sopranos

#### Komische serie
(Outstanding Comedy Series)
- Sex and the City
  - Everybody Loves Raymond
  - Frasier
  - Malcolm in the Middle
  - Will and Grace

#### Miniserie
(Outstanding Mini Series)
- Anne Frank: The Whole Story
  - Armistead Maupin's Further Tales Of The City
  - Hornblower
  - Life with Judy Garland: Me and My Shadows
  - Nuremberg

#### Televisiefilm
(Outstanding Made for Television Movie)
- Wit
  - 61*
  - Conspiracy
  - For Love or Country: The Arturo Sandoval Story
  - Neil Simon's Laughter On The 23rd Floor

#### Varieté-, Muziek- of komische show
(Outstanding Variety, Music or Comedy Series)
- Late show with David Letterman
  - The Chris Rock Show
  - The Daily Show with Jon Stewart
  - Politically Incorrect
  - Saturday Night Live

#### Reality
(Outstanding Non-Fiction Program - Reality)
- American High
  - The Awful Truth
  - Taxicab Confessions
  - Trauma: Life in the E.R.

## Winnaars en nominaties - acteurs

### Hoofdrollen

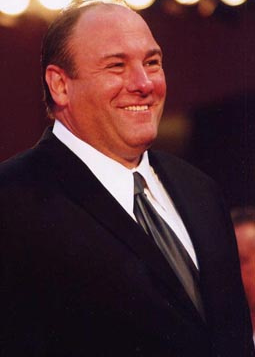
James Gandolfini (The Sopranos), winnaar mannelijke hoofdrol in een dramaserie

#### Mannelijke hoofdrol in een dramaserie
(Outstanding Lead Actor in a Drama Series)
- James Gandolfini als Tony Soprano in The Sopranos
  - Andre Braugher als Ben Gideon in Gideon's Crossing
  - Dennis Franz als Andy Sipowicz in NYPD Blue
  - Rob Lowe als Sam Seaborn in The West Wing
  - Martin Sheen als Josiah Bartlet in The West Wing

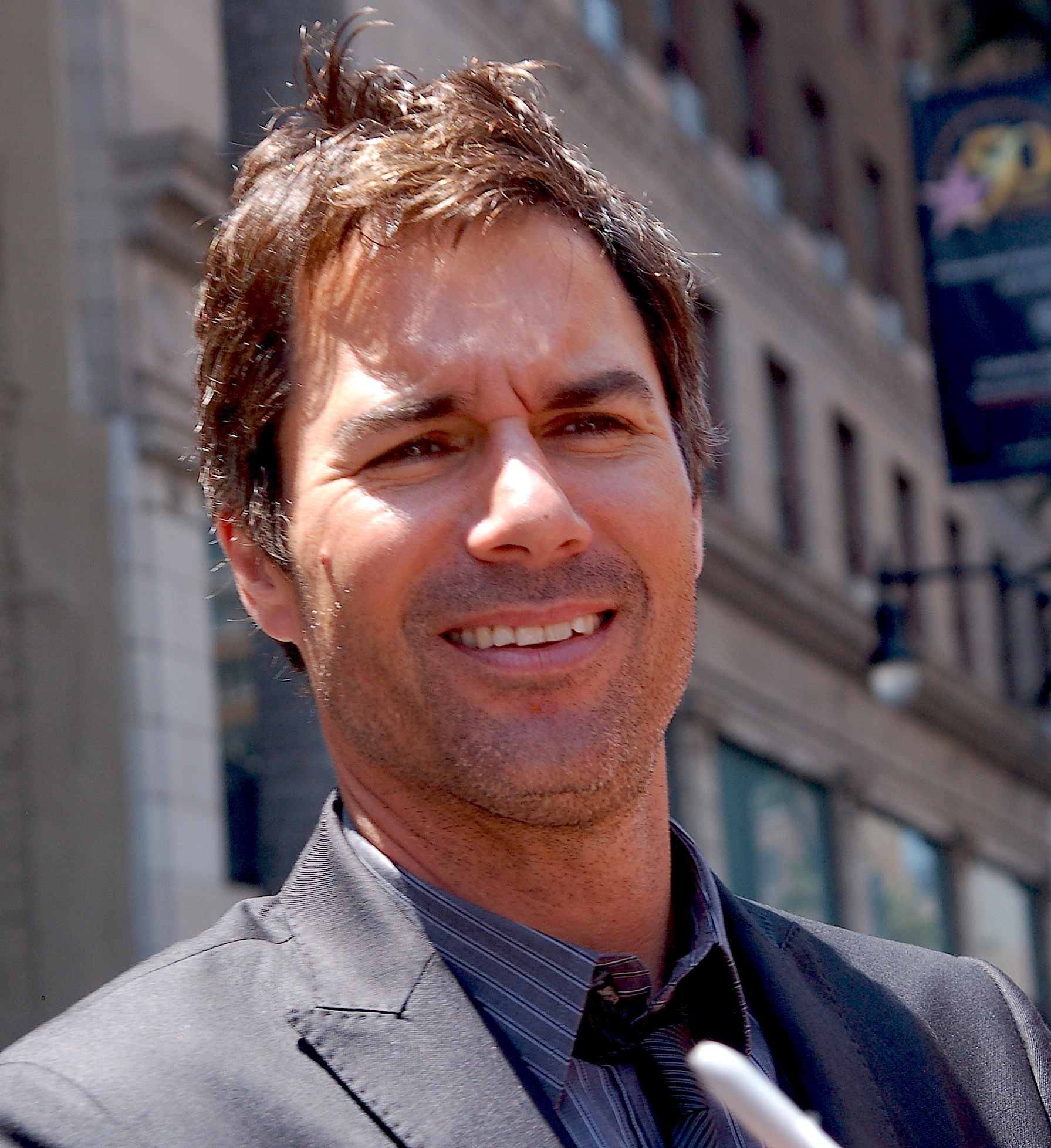
Eric McCormack (Will & Grace), winnaar mannelijke hoofdrol in een komische serie

#### Mannelijke hoofdrol in een komische serie
(Outstanding Lead Actor in a Comedy Series)
- Eric McCormack als Will Truman in Will & Grace
  - Kelsey Grammer als Frasier Crane in Frasier
  - John Lithgow als Dick Solomon in 3rd Rock from the Sun
  - Frankie Muniz als Malcolm Wilkerson in Malcolm in the Middle
  - Ray Romano als Ray Barone in Everybody Loves Raymond

#### Mannelijke hoofdrol in een miniserie of televisiefilm
(Outstanding Lead Actor in a Miniseries or Movie)
- Kenneth Branagh als Reinhard Heydrich in Conspiracy
  - Barry Pepper als Roger Maris in 61*
  - Ben Kingsley als Otto Frank in Anne Frank: The Whole Story
  - Gregory Hines als Bojangles in Bojangles
  - Andy Garcia als Arturo Sandoval in For Love or Country: The Arturo Sandoval Story

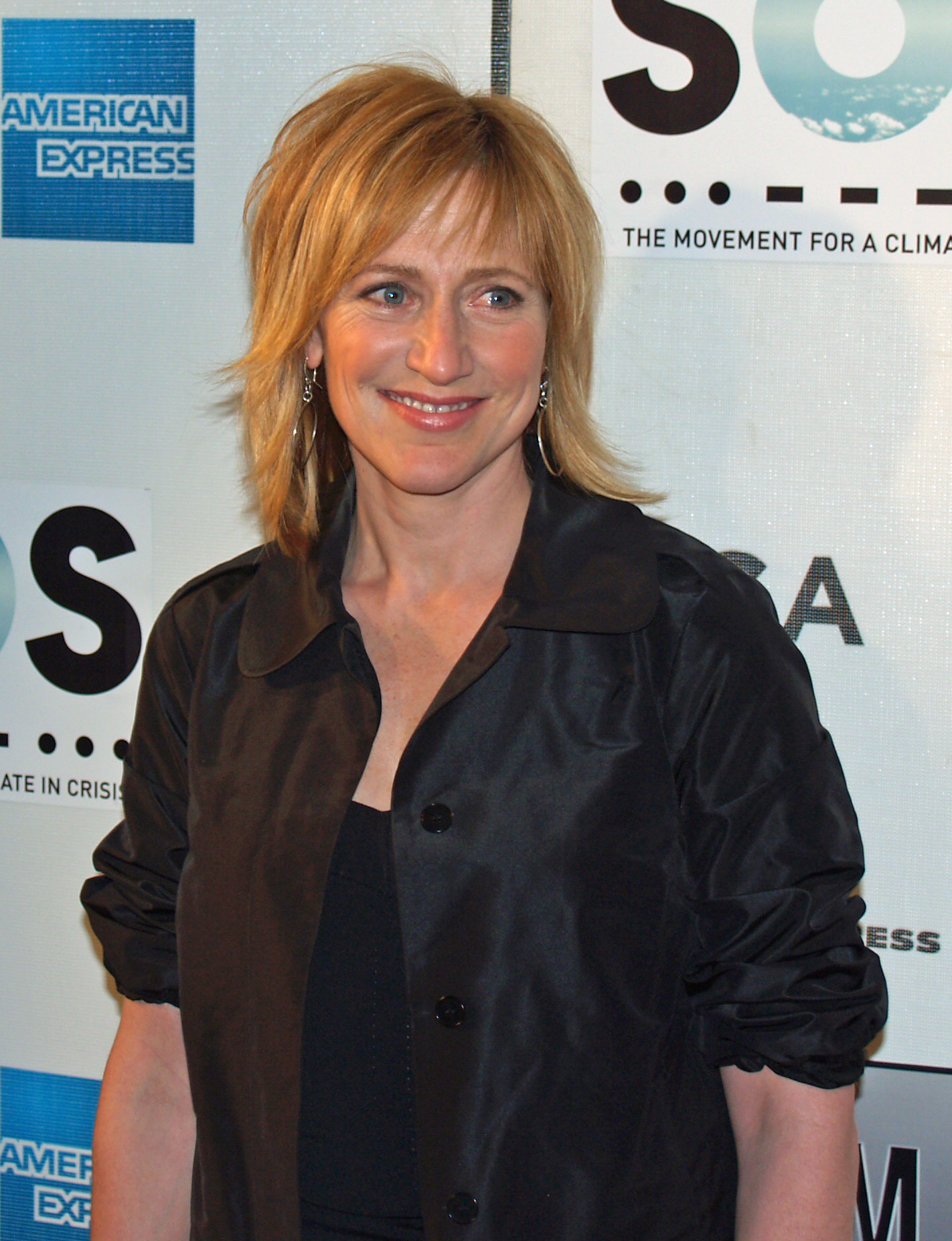
Edie Falco (The Sopranos), winnaar vrouwelijke hoofdrol in een dramaserie

#### Vrouwelijke hoofdrol in een dramaserie
(Outstanding Lead Actress in a Drama Series)
- Edie Falco als Carmela Soprano in The Sopranos
  - Lorraine Bracco als Jennifer Melfi in The Sopranos
  - Amy Brenneman als Amy Gray in Judging Amy
  - Marg Helgenberger als Catherine Willows in CSI: Crime Scene Investigation
  - Sela Ward als Lily Sammler in Once and Again

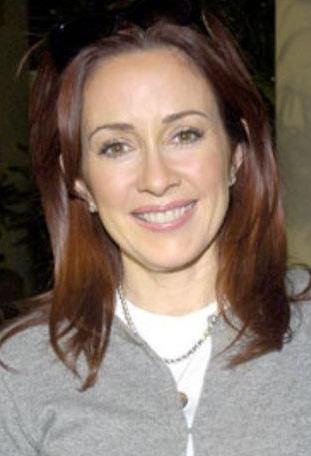
Patricia Heaton (Everybody Loves Raymond), winnaar vrouwelijke hoofdrol in een komische serie

#### Vrouwelijke hoofdrol in een komische serie
(Outstanding Lead Actress in a Comedy Series)
- Patricia Heaton als Debra Barone in Everybody Loves Raymond
  - Calista Flockhart als Ally McBeal in Ally McBeal
  - Jane Kaczmarek als Lois Wilkerson in Malcolm in the Middle
  - Debra Messing als Grace Adler in Will & Grace
  - Sarah Jessica Parker als Carrie Bradshaw in Sex and the City

#### Vrouwelijke hoofdrol in een miniserie of televisiefilm
(Outstanding Lead Actress in a Miniseries or a Movie)
- Judy Davis als Judy Garland in Life with Judy Garland: Me and My Shadows
  - Hannah Taylor-Gordon als Anne Frank in Anne Frank: The Whole Story
  - Judi Dench als Elizabeth in The Last of the Blonde Bombshells
  - Holly Hunter als Billie Jean King in When Billie Beat Bobby
  - Emma Thompson als Vivian Bearing in Wit

### Bijrollen

#### Mannelijke bijrol in een dramaserie
(Outstanding Supporting Actor in a Drama Series)
- Bradley Whitford als Josh Lyman in  The West Wing
  - Dominic Chianese als Junior Soprano in The Sopranos
  - Michael Imperioli als Christopher Moltisanti in  The Sopranos
  - Richard Schiff als Toby Ziegler in The West Wing
  - John Spencer als Leo McGarry in The West Wing

#### Mannelijke bijrol in een komische serie
(Outstanding Supporting Actor in a Comedy Series)
- Peter MacNicol als John Cage in Ally McBeal
  - Peter Boyle als Frank Barone in Everybody Loves Raymond
  - Robert Downey, Jr. als Larry Paul in Ally McBeal
  - Sean Hayes als Jack McFarland in Will & Grace
  - David Hyde Pierce als Niles Crane in Frasier

#### Mannelijke bijrol in een miniserie of televisiefilm
(Outstanding Supporting Actor in a Miniseries or Movie)
- Brian Cox als Hermann Göring in Nuremberg
  - Alan Alda als Willie Walters in Club Land
  - Colin Firth als Dr. Wilhelm Stuckart in Conspiracy
  - Stanley Tucci als Adolf Eichmann in Conspiracy
  - Ian Holm als Patrick in The Last of the Blonde Bombshells
  - Victor Garber als Sid Luft in Life with Judy Garland: Me and My Shadows

#### Vrouwelijke bijrol in een dramaserie
(Outstanding Supporting Actress in a Drama Series)
- Allison Janney als C.J. Cregg in The West Wing
  - Stockard Channing als Abbey Bartlet in The West Wing
  - Tyne Daly als Maxine Gray in Judging Amy
  - Maura Tierney als Abby Lockhart in ER
  - Aida Turturro als Janice Soprano in The Sopranos

#### Vrouwelijke bijrol in een komische serie
(Outstanding Supporting Actress in a Comedy Series)
- Doris Roberts als Marie Barone in Everybody Loves Raymond
  - Jennifer Aniston als Rachel Green in Friends
  - Kim Cattrall als Samantha Jones in Sex and the City
  - Lisa Kudrow als Phoebe Buffay in Friends
  - Megan Mullally als Karen Walker in Will & Grace

#### Vrouwelijke bijrol in een miniserie of televisiefilm
(Outstanding Supporting Actress in a Miniseries or Movie)
- Tammy Blanchard als Young Judy Garland in Life with Judy Garland: Me and My Shadows
  - Brenda Blethyn als Auguste Rottgen-van Pels in Anne Frank: The Whole Story
  - Anne Bancroft als Mama Gruber in Haven
  - Holly Hunter als Rebecca Waynon in Things You Can Tell Just by Looking at Her
  - Audra McDonald als Susie Monahan in Wit

### Gastrollen

#### Mannelijke gastrol in een dramaserie
(Outstanding Guest Actor in a Drama Series)
- Michael Emerson als William Hinks in The Practice
  - James Cromwell als Bishop Lionel Stewart in ER
  - Patrick Dempsey als Aaron Brooks in Once and Again
  - Rene Auberjonois als Judge Mantz in The Practice
  - Oliver Platt als Oliver Babish in The West Wing

#### Mannelijke gastrol in een komische serie
(Outstanding Guest Actor in a Comedy Series)
- Derek Jacobi als Jackson Riley in Frasier
  - Victor Garber als Ferguson in Frasier
  - Gary Oldman als Richard Crosby in Friends
  - Michael York als Colin Rhome in The Lot
  - Robert Loggia als Grandpa Victor in Malcolm in the Middle

#### Vrouwelijke gastrol in een dramaserie
(Outstanding Guest Actress in a Drama Series)
- Sally Field als Maggie Wyczenski in ER
  - Kathy Baker als Mrs. Peters in Boston Public
  - Jean Smart als Sherry Regan in The District
  - Dana Delany als Mary Sullivan in Family Law
  - Annabella Sciorra als Gloria Trillo in The Sopranos

#### Vrouwelijke gastrol in een komische serie
(Outstanding Guest Actress in a Comedy Series)
- Jean Smart als Lana Gardner in Frasier
  - Jami Gertz als Kimmy Bishop in Ally McBeal
  - Bernadette Peters als Cassandra Lewis in Ally McBeal
  - Susan Sarandon als Cecilia Monroe in Friends
  - Cloris Leachman als Grandma Ida in Malcolm in the Middle